# Штройли, Ханс
Ханс Штройли (нем. Hans Streuli; 13 июля 1892 года, Цюрих, Швейцария — 23 мая 1970 года, Арау, Швейцария) — швейцарский политик, президент.

## Биография
Ханс Штройли окончил Швейцарскую высшую техническую школу Цюриха в 1916 году с дипломом архитектора. В 1918 году открыл собственную архитектурную компанию в Веденсвиле. В 1922 году переехал в Рихтерсвиль и женился. В 1928 году Штройли избран мэром Рихтерсвиля, а в 1935 стал членом правительства кантона Цюрих. Он возглавлял департамент финансов кантона в течение 18 лет. В 1941—1942, 1946—1947 и 1951—1952 годах был председателем правительства. 22 декабря 1953 года занял место социалиста Макса Вебера в правительстве Швейцарии.
- 22 декабря 1953 — 19 ноября 1959: член Федерального совета Швейцарии.
- 1 февраля 1954 — 31 декабря 1959: начальник департамента финансов.
- 1 января — 31 декабря 1956: вице-президент Швейцарии.
- 1 января — 31 декабря 1957: президент Швейцарии.